# بيل آرثر
بيل آرثر (بالإنجليزية: Bill Arthur) هو سياسي أسترالي، ولد في 16 أبريل 1918 في سيدني في أستراليا، وتوفي في 21 مايو 1997. حزبياً، نشط في الحزب الليبرالي الأسترالي. وقد انتخب عضو مجلس النواب الأسترالي عن دائرة Division of Barton ‏ (26 نوفمبر 1966 – 25 أكتوبر 1969).